# Pipetejador
Una propipeta o pipetejador és un instrument de laboratori que es fa servir juntament amb la pipeta per traspassar líquids d'un recipient a un altre, evitant succionar amb la boca líquids nocius, tòxics, corrosius, amb olors molt fortes o que emetin vapors.
La bomba fa de 3 mm a 11 mm de diàmetre i sol ser de goma. També s'anomena pera de goma de 3 vies o bulb de succió.
Es col·loca a la pipeta, a la part que succionem. Per utilitzar-les hem de treure l'aire prement la lletra ¨A¨ i aixafant la part central. Per pujar el líquid hem de pressionar la lletra ¨S¨, per eliminar el líquid hem de pressionar la lletra ¨E¨, si quedés alguna goteta hem de pressionar la zona entre la lletra ¨E¨ i ¨S¨
També hi ha propipetes del tipus bolígraf o pen, són ergonòmiques i de fàcil operació, estan dissenyades per ser utilitzades amb una sola mà. Simplement girant la roda s'aconsegueix un maneig precís en l'aspiració i la dispensació de líquids. Pressionant la palanca lateral s'aconsegueix un dispensat ràpid del contingut complet. Són fàcilment desarmable per a la neteja. Resisteixen àcids i àlcalis. El color de les mateixes indiquen la seva capacitat (ex: vermella, capacitat màxima 25 ml; blau 6ml; verd 10 ml, etc)
Actualment també hi ha propipetes automàtiques elèctriques que tenen regulador de velocitat d'aspirat i dispensat, proveïdes de filtre hidrofòbic autoclavable que prevé la sobre aspiració. Algunes inclouen adaptadors intercanviables per a diversos tipus de puntes (vidre o plàstiques de fins a 100 ml), indicador de bateria baixa i suport incorporat que possibilita deixar la propipeta amb la punta posada quan no es fa servir.